# 褐苞蓍
褐苞蓍（学名：Achillea impatiens）为菊科蓍属的植物。分布在俄罗斯、蒙古以及中国大陆的新疆等地，生长于海拔1,530米至1,950米的地区，多生长于河岸或林缘，目前尚未由人工引种栽培。